# 猿之助四十八撰
三代猿之助四十八撰（さんだい えんのすけ しじゅうはっせん）は、三代目市川猿之助が平成22年（2010年）に撰した澤瀉屋・市川猿之助家のお家芸。
従前の「猿之助十八番」を新たに見直し、自らが深く関わった演目を 1) 通し狂言を復活させたもの、2) 古典歌舞伎を新しい演出で再構成したもの、3) 自身が得意とする舞踊劇、4) スーパー歌舞伎と新作歌舞伎、の4項目に分類し、それぞれに18種・10種・10種・10種を撰した。また各項目には「復活通し狂言」、「猿之助新演出」、「華果」(かか、三代目猿之助の俳名)、「スーパー歌舞伎」と、いずれも三代目猿之助の舞台とは不可分の表現となった文言で括られており、文字通り自身の舞台活動の集大成としてこれを前面に押し出したかたちの一覧ともなっている。
- 復活通し狂言十八番

  1.　一、　『金門五山桐』（きんもん ごさんの きり）

  2.　二、　『金幣猿島郡』（きんのざい さるしま だいり）

  3.　三、　『加賀見山再岩藤』（かがみやま ごにちの いわふじ）　骨寄せの岩藤

  4.　四、　『南総里見八犬伝』（なんそう さとみ はっけんでん）

  5.　五、　『小笠原諸礼忠孝』（おがさわら しょれいの おくのて）　小笠原騒動

  6.　六、　『雙生隅田川』（ふたご すみだがわ）

  7.　七、　『君臣船浪宇和島』（きみはふね なみの うわじま）　宇和島騒動

  8.　八、　『慙紅葉汗顔見勢』（はじもみじ あせの かおみせ）　伊達の十役

  9.　九、　『二十四時忠臣蔵』（じゅうにとき ちゅうしんぐら）

10.　十、　『獨道五十三驛』（ひとりたび ごじゅうさんつぎ）

11.　十一、『天竺徳兵衛新噺』（てんじくとくべい いまよう ばなし）

12.　十二、『當世流小栗判官』（とうりゅう おぐり はんがん）

13.　十三、『御贔屓繋馬』（ごひいき つなぎうま）

14.　十四、『菊宴月白浪』（きくのえん つきの しらなみ）

15.　十五、『重重人重小町櫻』（じゅうにひとえ こまち ざくら）

16.　十六、『四天王楓江戸粧』（してんのう もみじの えどぐま）

17.　十七、『四谷怪談忠臣蔵』（よつやかいだん ちゅうしんぐら）

18.　十八、『競伊勢物語』（はでくらべ いせものがたり）
- 猿之助新演出十集

19.　一、　『太平記忠臣講釈』（たいへいき ちゅうしん こうしゃく）

20.　二、　『傾城反魂香』（けいせい はんごんこう）

21.　三、　『新舞台水昇鯉滝』（しんぶたい みずや こいたき）　鯉つかみ

22.　四、　『奥州安達原』（おうしゅう あだちがはら）　二・三段目

23.　五、　『義経千本桜』（よしつね せんぼんざくら）　忠信篇

24.　六、　『黒手組曲輪達引』（くろてぐみ くるわの たてひき）　黒手組助六

25.　七、　『敵討天下茶屋聚』（かたきうち てんがぢゃや むら）

26.　八、　『於染久松色読販』（おそめ ひさまつ うきなの よみうり）　お染の七役

27.　九、　『摂州合邦辻』（せっしゅう がっぽうがつじ）

28.　十、　『国性爺合戦』（こくせんや かっせん）
- 華果十曲

29.　一、　『橋弁慶』（はし べんけい）

30.　二、　『奴道成寺』（やっこ どうじょうじ）

31.　三、　『望月』（もちづき）

32.　四、　『景事杉酒屋』（けいごと すぎざかや）

33.　五、　『太閤三番叟』（たいこう さんばそう）

34.　六、　『流星』（りゅうせい）

35.　七、　『鬼揃紅葉狩』（おにぞろい もみじがり）

36.　八、　『大江山酒呑童子』（おおえやま しゅてんどうじ）

37.　九、　『日本振袖始』（にほん ふりそで はじめ）

38.　十、　『華果西遊記』（かか さいゆうき）
- 新作・スーパー歌舞伎十番 ※九まではスーパー歌舞伎。十のみ新作歌舞伎。

39.　一、　『ヤマトタケル』

40.　二、　『リュウオー』　龍王

41.　三、　『オグリ』　小栗判官

42.　四、　『八犬伝』　南総里見八犬伝

43.　五、　『カグヤ』　新竹取物語

44.　六、　『オオクニヌシ』

45.　七、　『新・三国志』

46.　八、　『新・三国志 II』　孔明篇

47.　九、　『新・三国志 III』　完結編

48.　十、　『新・水滸伝』